# Carl Olof Kolmodin
Carl Olof Kolmodin, född 12 augusti 1908 i Visby, Gotlands län, död 20 oktober 1988 i Visby, var en svensk direktör.

## Biografi
Kolmodin var son till konsuln Carl Kolmodin och Elva Forsberg. Han tog realexamen 1924 och genomförde handelsstudier och praktik i Tyskland 1926–1928. Kolmodin var verkställande direktör för AB Kolmodin & Lundberg i Visby från 1957 (styrelseledamot 1939). Han var även dansk vicekonsul. Kolmodin var styrelseordförande i AB Duse & Melin 1952, Köpmansgillet 1957, styrelseledamot och ledamot i arbetsutskottet för Gotlands läns handelskammare 1939.
Han var styrelseledamot i Gotlands Allehanda 1954 och Sveriges Kreditbanks avdelningskontor 1956. Kolmodin var ledamot i stadsfullmäktige 1946, taxeringsnämnden 1940–1946, fattigvårdsstyrelsen 1947–1957 och pensionärshemsstyrelsen 1948–1957. Han var ordförande i Sällskapet DBW 1960, medlem i Gotlands fornvänner, Gotlands sångarförbund (ordförande 1953–1964) och Gotlands frivilliga befälsutbildningsrörelses förbund (vice ordförande 1944).
Kolmodin gifte sig 1942 med Ulla Elsa Maria Bergendahl (1917–2002), dotter till kaptenen Holger Bergendahl och Ingeborg Grönqvist. Han var far till Kerstin (född 1945) och Britta (född 1948). Kolmodin avled 1988 och gravsattes på Östra kyrkogården i Visby.

## Utmärkelser
Kolmodins utmärkelser:
- Riddare av Danska Dannebrogorden (RDDO)
- Centralförbundet for befälsutbildnings guldmedalj (CFBGM)
- Svenska sångarförbundets guldmedalj (Sv sångarfb GM)
- Gotlands läns sångarförbunds guldmedalj (Gotl sångarfb GM)
- ? (VORGM)
- Gotlands läns frivilliga befälsutbildningsrörelses förbunds guldmedalj (Gotl FBUfbGM)